# Eichlerordning
Inom matematiken är en Eichlerordning, uppkallad efter Martin Eichler, en ordning av en kvaternionalgebra som är snittet av två maximala ordningar.